# گیلز سامون
گیلز سامون (انگلیسی: Gilles Samoun؛ زادهٔ ۱۹۶۵) کارآفرین اهل ایالات متحده آمریکا است، که در سال ۱۹۹۹ شرکت کوالیس را تأسیس کرد.